# Moafåglar
Moafåglar (Dinornithiformes) är en ordning utdöda fåglar som förekom på Nya Zeeland. Modern taxonomi erkänner sex släkten med totalt nio arter varav de två största kallas jättemoafåglar vilka nådde en höjd på mer än två meter och en kroppsvikt på cirka 250 kilogram. Moafåglarna var de dominerande växtätarna i skogarna på Nya Zeeland. Minst en art av örn specialiserade sig på jakt på moafåglar, Haasts örn, och utvecklades till att bli världens största örn men dog ut i takt med att dess bytesdjur minskade i antal. Tinamofåglarna anses vara nära släktingar till moafåglarna.

## Utseende
Moafåglar av arten Dinornis var troligen mer än två meter höga och kunde väga 250 kilogram men det fanns också arter som var betydligt mindre. tranmoa och kustmoa från norra spetsen av Nordön var mindre än 50 centimeter höga och vägde knappt 20 kilogram.
De hade ett litet huvud med kort näbb och troligen dålig syn, men god luktförmåga. Benen var korta och  fötterna tretåiga. Fågeln saknade varje spår av vingar och fjädrarna liknade emuns.
Man har funnit ett trettiotal ägg 
från olika arter. De största är 24×18 centimeter stora och kommer från en begravningsplats för Maori i Kaikōura på Sydön.

## Utrotning

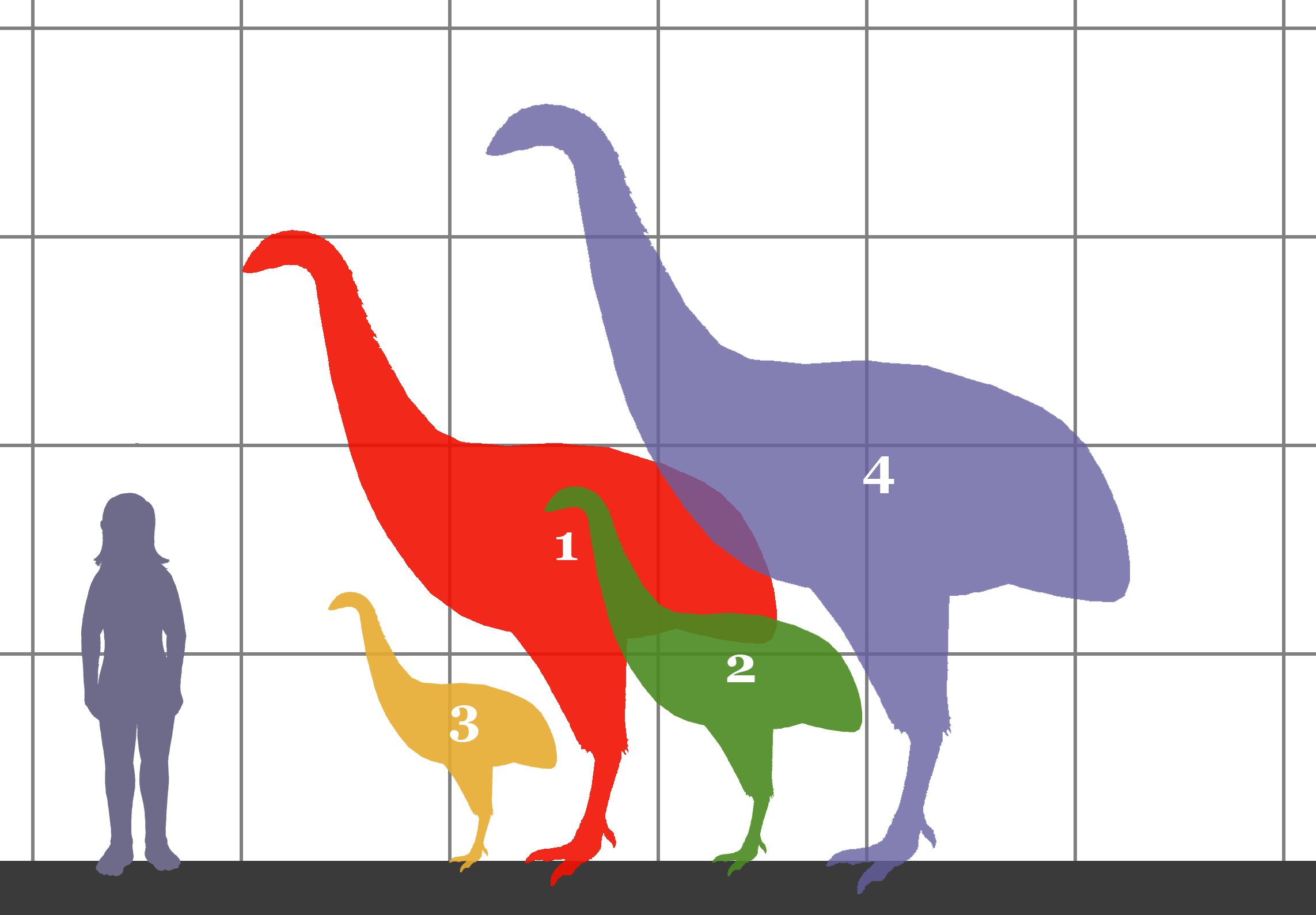
Storleken hos 4 olika arter av moa, i jämförelse med en människa.

Uppgifterna om när moafåglarna egentligen dog ut varierar, men den mest utbredda uppfattningen är att de flesta arterna försvunnit före år 1500, men att några av de mindre arterna fanns kvar ytterligare några hundra år. Utdöendet antas ha orsakats av jakt och habitatförstörelse efter det att människan kommit till Nya Zeeland, även om viss forskning pekar på att fåglarna tycks ha varit på tillbakagång redan före maoriernas ankomst till Nya Zeeland.

## Moafågeln upptäckts
När européer kom till Nya Zeeland fick de höra historier om jättelika fåglar som kallats moa och som en gång strövat omkring i dalarna, men man undersökte aldrig bevisen på att fåglarna faktiskt existerat. Ett 15 cm långt fragment av ben upphittat av en maorier i en flodbädd gavs 1839 till en naturintresserad textilhandlare, John W. Harris. Hans farbror, John Rule, som var kirurg i Sydney, skickade benfragmentet vidare till Richard Owen, då vid Hunterian Museum vid Royal College of Surgeons i London (senare biolog, anatom och paleontolog vid British Museum).

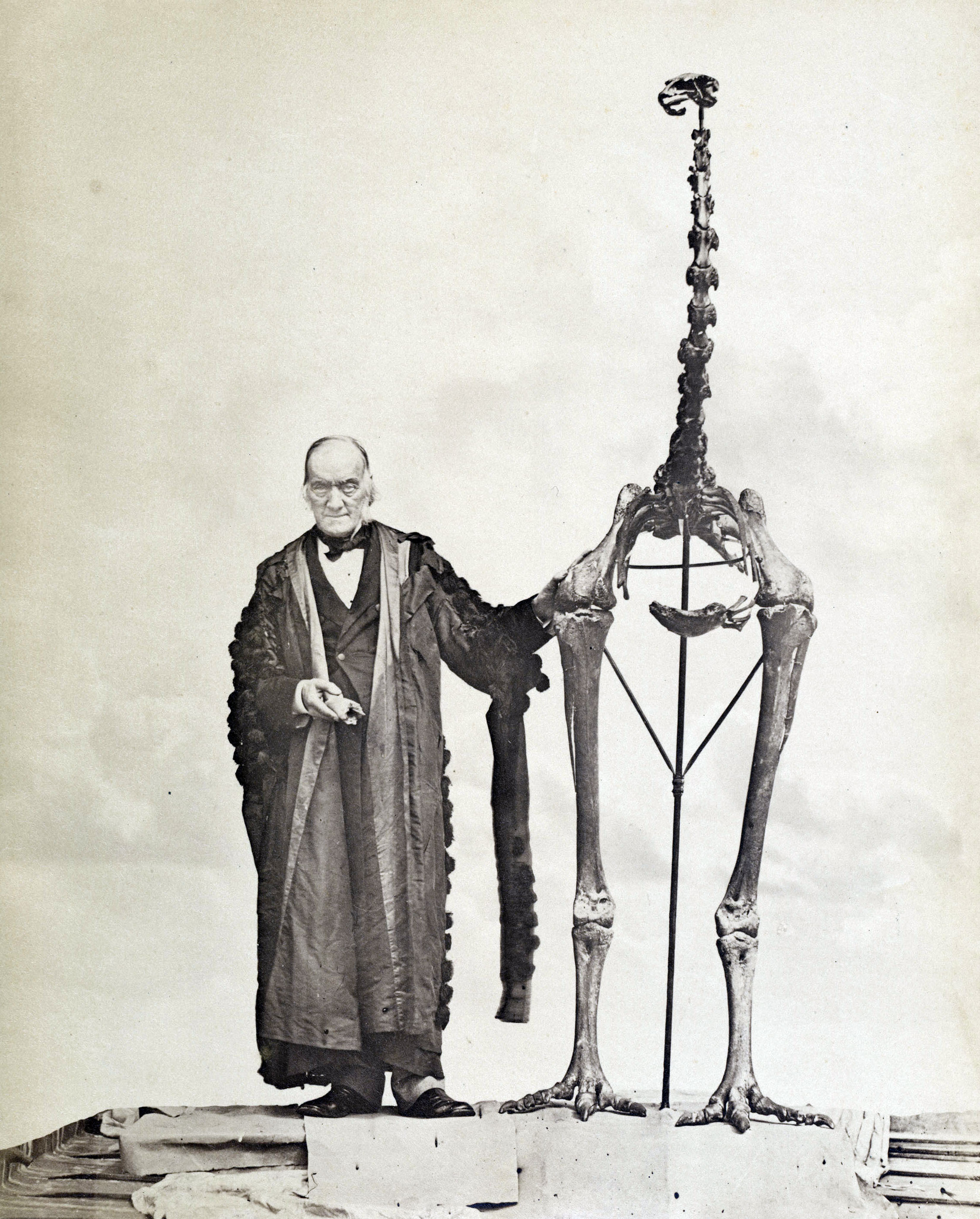
Richard Owen på ett fotografi först publicerat 1879 då han står bredvid ett skelett av den största kända moaarten, Dinornis giganteus, samtidigt som han håller i det ben som han undersökte 40 år tidigare.

I närmare fyra år funderade Owen på vad benbiten kunde vara. Han kom fram till att det var ett lårben från ett stort djur, men kunde inte bli klok på dess låga vikt eller struktur. Till slut tillkännagav Owen för en skeptisk omgivning att benet härrörde från en jättelik utdöd fågel liknande strutsen, och gav fågeln namnet Dinornis. Många hånade Owen men hans slutsatser har stått sig mycket väl i ljuset av de talrika fynd som senare gjort att man kunnat rekonstruera fullständiga skelett av moafåglar.
Flera dussin arter beskrevs under senare delen av 1800-talet och tidiga 1900-talet men åtskilliga visade sig vara synonymer. Senare forskning, framför allt baserat på DNA-analys av museiföremål, pekar på att endast tio arter funnits, varav två av jättestorlek. Moafåglarna förefaller ha haft uttalad könsdimorfism med mycket större honor än hanar, så pass att könen tidigare klassificerats som skilda arter.
I juli 2004 ställde Londons Natural History Museum ut Owens första moafragment i samband med högtidlighållandet av 200-årsdagen av Owens födelse och till minne av Owen såsom museets grundare.

### Myter

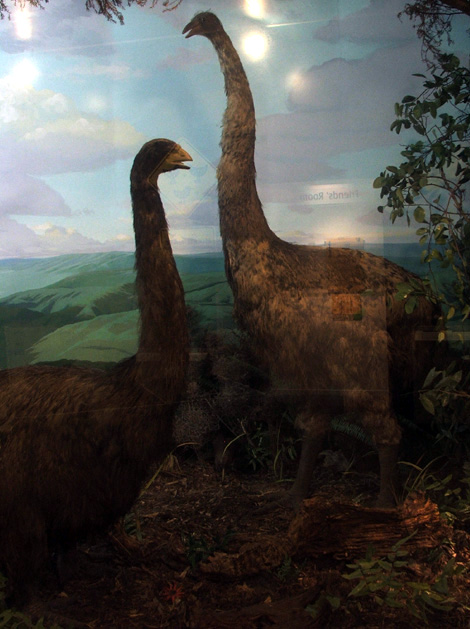
Modeller av moafåglar på Otago Museum i Dunedin

Det finns visserligen ingen trovärdig orsak att tvivla på att moafåglarna verkligen är utdöda men trots detta förekommer regelbundna påståenden om att några kan ha fortlevt undangömda i den svårtillgängliga vildmarken i sydvästra Nya Zeeland. En rapport 1993 om att moafåglar siktats avfärdades allmänt som bluff och teorier om existerande moafåglar anses pseudovetenskapliga.

## Systematik
- Jättemoafåglar (Dinornithidae)
  - Dinornis
    - Nordöjättemoa (Dinornis novaezealandiae)
    - Sydöjättemoa (Dinornis robustus)
- Mindre moafåglar (Emeidae)
  - Släkte Anomalopteryx
    - Buskmoa (Anomalopteryx didiformis)

  - Släkte Emeus
    - Låglandsmoa (Emeus crassus)

  - Släkte Euryapteryx
    - Kustmoa (Euryapteryx curtus)

  - Släkte Pachyornis
    - Tofsmoa (Pachyornis australis)
    - Tranmoa (Pachyornis geranoides)
    - Kortbent moa (Pachyornis elephantopus)